# Kingsmill Championship
Het Kingsmill Championship is een jaarlijks golftoernooi voor vrouwen, dat deel uitmaakt van de LPGA Tour. Het toernooi werd opgericht in 2003 en vindt sindsdien plaats op de River Course van de Kingsmill Resort in Williamsburg, Virginia.
Het toernooi wordt over vier dagen gespeeld in een strokeplay-formule en na de tweede dag wordt de cut toegepast.

## Golfbanen
| Jaar  | Golfbaan                        | Plaats                 | Info                |
| ----- | ------------------------------- | ---------------------- | ------------------- |
| 2013- | Kingsmill Resort (River Course) | Williamsburg, Virginia | Baanrecord: 62 (-9) |

## Winnaressen
| Jaar                             | Winnares                         | Score                            | Score                            | Info                                 |
| Michelob Light Open at Kingsmill | Michelob Light Open at Kingsmill | Michelob Light Open at Kingsmill | Michelob Light Open at Kingsmill | Michelob Light Open at Kingsmill     |
| -------------------------------- | -------------------------------- | -------------------------------- | -------------------------------- | ------------------------------------ |
| 2003                             | Grace Park                       | 275                              | –9                               |                                      |
| Michelob ULTRA Open at Kingsmill |                                  |                                  |                                  |                                      |
| 2004                             | Se Ri Pak                        | 275                              | –9                               |                                      |
| 2005                             | Cristie Kerr                     | 276                              | –8                               |                                      |
| 2006                             | Karrie Webb                      | 270                              | –14                              |                                      |
| 2007                             | Suzann Pettersen po              | 274                              | –10                              | Won de play-off van Jee Young Lee    |
| 2008                             | Annika Sörenstam                 | 265                              | –19                              |                                      |
| 2009                             | Cristie Kerr                     | 271                              | –13                              |                                      |
| 2010                             | Geen toernooi                    | Geen toernooi                    | Geen toernooi                    | Geen toernooi                        |
| 2011                             | Geen toernooi                    | Geen toernooi                    | Geen toernooi                    | Geen toernooi                        |
| Kingsmill Championship           |                                  |                                  |                                  |                                      |
| 2012                             | Jiyai Shin po                    | 268                              | –16                              | Won de play-off van Paula Creamer    |
| 2013                             | Cristie Kerr po                  | 272                              | –12                              | Won de play-off van Suzann Pettersen |
| 2014                             | Lizette Salas                    | 271                              | –13                              |                                      |
| 2015                             | Minjee Lee                       | 269                              | –15                              |                                      |

| Toernooirecord |  | po = winnares na play-off |